# Ummeliata
Ummeliata is een geslacht van spinnen uit de familie hangmatspinnen (Linyphiidae).

## Soorten
De volgende soorten zijn bij het geslacht ingedeeld:
- Ummeliata angulituberis (Oi, 1960)
- Ummeliata erigonoides (Oi, 1960)
- Ummeliata feminea (Bösenberg & Strand, 1906)
- Ummeliata insecticeps (Bösenberg & Strand, 1906)
- Ummeliata onoi Saito, 1993
- Ummeliata osakaensis (Oi, 1960)
- Ummeliata saitoi Matsuda & Ono, 2001
- Ummeliata sibirica (Eskov, 1980)